# Danny Thompson
Danny Thompson (4 de abril de 1939, Devon, Inglaterra) é um músico de estúdio, sendo multi-instrumentista. Gravou contrabaixo (clássico) em álbuns de nomes como Nick Drake, Rod Stewart e Kate Bush, e posteriormente formou a banda de folk rock britânica Pentangle.
Danny continua em atividade e já lançou alguns álbuns solo.